# Donnellan-Gletscher
Der Donnellan-Gletscher ist ein steiler Talgletscher im westantarktischen Ellsworthland. Er fließt in der Sentinel Range des Ellsworthgebirges aus hochgelegenen Eismassen am Fukushima Peak auf dem Gipfelplateau des Vinson-Massivs westwärts entlang der Nordseite von Mount Slaughter zum Nimitz-Gletscher.
Das Advisory Committee on Antarctic Names benannte ihn 2006 nach der US-amerikanischen Geophysikerin Andrea Donnellan (* 1964) vom Jet Propulsion Laboratory, die Mitte der 1990er Jahre in Forschungsprojekten zum Gebrauch von GPS-Daten für die Untersuchung zu Verformungen der Erdkruste in Südkalifornien und in der Antarktis involviert war.